# Jack Miles
Jack Miles (Chicago, 30 luglio 1942) è uno scrittore statunitense vincitore del premio Pulitzer per la biografia e autobiografia.
Le sue opere su temi religiosi, politici e culturali sono apparsi in numerose pubblicazioni come il The Atlantic Monthly, The New York Times, The Boston Globe, The Washington Post, ed il Los Angeles Times.
Miles descrive i suoi soggetti biblici né come divinità onnipotenti né come figure storiche, ma come protagonisti di un'opera letteraria. Il suo primo libro, Dio: una biografia, vinse il premio Pulitzer per la biografia o autobiografia nel 1996 ed è stato tradotto in sedici lingue. La sua seconda creazione, Cristo: una crisi nella vita di Dio, venne candidato come miglior libro dell'anno (2002) da parte del New York Times.

## Carriera
Jack Miles era un seminarista gesuita dal 1960 al 1970. Studiò prima alla Xavier University di Cincinnati, poi a Roma nella Pontificia Università Gregoriana e infine all'Università Ebraica di Gerusalemme, e completò inoltre un dottorato nel dipartimento di Lingue mediorientali ad Harvard. Parla correntemente diverse lingue.
Durante circa un ventennio (1975-1995), Jack Miles fu editore al Doubleday, editore esecutivo alla University of California Press, editore letterario al Los Angeles Times e membro del consiglio editoriale del Times, specializzandosi in articoli di politica e cultura.